# Barriera di sangue
Barriera di sangue (The Heart of Maryland) è un film muto del 1915 diretto da Herbert Brenon.
È il primo adattamento cinematografico del dramma The Heart of Maryland di David Belasco. A Broadway, vent'anni prima, la protagonista era stata la stessa del film, Caroline Louise Dudley, una celebre attrice teatrale che aveva adottato come nome d'arte quello del marito, facendosi chiamare Mrs. Leslie Carter. Tra il 1895 (anno del debutto del dramma a Broadway) e il 1915, l'attrice aveva portato in scena il personaggio di Maryland almeno 3.500 volte.
Anche Joseph Hazelton riprende nel film il ruolo ricoperto a teatro.

## Trama
Allo scoppio della guerra civile, Maryland Calvert tenta in ogni modo di convincere il fidanzato Alan Kendrick, figlio di un generale confederato, a non arruolarsi nell'esercito dell'Unione, ma senza successo. Quando i nordisti mettono in rotta i confederati, Alan viene catturato dai sudisti mentre sta cercando di andare a trovare l'innamorata. Nonostante il comandante sia suo padre, Alan viene condannato a morte. Maryland cerca di salvarlo ricorrendo al generale Hooker, ma intanto il vecchio Kendrick muore e il comando viene assunto da Thorpe, un ex ufficiale dell'Unione che adesso vede l'occasione per vendicarsi di Alan, che a suo tempo lo aveva denunciato. Thorpe aggredisce Maryland cercando di violentarla, ma la ragazza si difende colpendolo con una baionetta e liberando Alan. Questi riesce a fuggire anche perché la ragazza impedisce alla campana di suonare per dare l'allarme. Alan ritornerà alla testa dei suoi, fermando in tempo l'esecuzione di Maryland. Thorpe è sollevato dal comando e Alan concede ai confederati una tregua per ritirarsi mentre lui se ne va via con Maryland.

## Produzione
Fu il primo film prodotto dalla Tiffany Film Corporation.

## Distribuzione
Fu il primo lungometraggio presentato all'Hippodrome di New York, una nuova sala cinematografica definita "il più grande teatro al mondo" con la sua capienza di 5.400 posti a sedere. Distribuito dalla Metro Pictures Corporation, il film uscì in distribuzione il 20 marzo 1915; il copyright, richiesto dalla Metro, fu registrato il 22 settembre di quell'anno con il numero LP6440.
Non si conoscono copie ancora esistenti della pellicola che viene considerata presumibilmente perduta.

## Versioni cinematografiche
- Barriera di sangue (The Heart of Maryland), regia di Herbert Brenon (1915) con Mrs. Leslie Carter
- The Heart of Maryland, regia di Tom Terriss con Catherine Calvert (1921)
- The Heart of Maryland, regia di Lloyd Bacon con Dolores Costello (1930)